# Pram (groupe)
Pour les articles homonymes, voir Pram.
 (mai 2018).
Si vous disposez d'ouvrages ou d'articles de référence ou si vous connaissez des sites web de qualité traitant du thème abordé ici, merci de compléter l'article en donnant les références utiles à sa vérifiabilité et en les liant à la section « Notes et références ».
Pram est un groupe britannique de rock, originaire de Moseley (en), Birmingham, en Angleterre. Leur style musical lorgne entre un rock expérimental et une pop synthétique et très arrangée.

## Histoire

### Origines
Originaire de la ville d'Harrogate, Yorkshire du Nord, Rosie Cuckston et Matt Eaton fréquentent la même école. Ils déménagent sur Birmingham à la fin des années 1980. Andy Weir, camarade d'école, les rejoint plus tard. Rosie rencontre Sam Owen lors d'une soirée pour célibataire.  Les quatre membres débutent sous le nom de Hole en 1988. À cette époque, leurs morceaux étaient très minimaux : voix et thérémine. Après cette expérience, ils finissent par adopter, en 1990, le nom de Pram (Landau). Matt Eaton tiens le rôle de multi-instrumentiste, Max Simpson les rejoint au synthétiseur et sampler, Andy Weir est à la batterie et Sam à la basse.  
Le groupe sort son premier album, Gash, auto-produit et vendu uniquement par correspondance. L'usage progressif d'instruments jouets donne un faux côté enfantin. Aussi, les textes de la chanteuse abordent des thèmes comme la dépression, la solitude et le côté obscur de l'enfance. On notera aussi l'influence du krautrock et des groupes comme les Raincoats.

### Période Too Pure
L'univers musical du groupe intéresse très vite le label Too Pure (Stereolab, Mouse on Mars et PJ Harvey). Entre 1993 et 1995, Pram réalise quelques albums et EP dans lesquelles le groupe développera de manière très sophistiquée cet univers inquiétant et onirique. Sur leur deuxième album, The Stars are So Big..., un trompettiste cité comme The Verdigris Horn, les rejoint sur quelques morceaux (notamment sur In Dreams You Too Can Fly, longue improvisation d'un quart d'heure). C'est sur leur second album Helium, en 1994, que l'usage du sampler se fera de manière plus systématique. C'est aussi là que le fameux univers sombre et oppressant de l'enfance se fait ressentir de manière plus forte que sur les deux premiers albums (le morceaux My Father the Clown).
Leur troisième et dernier album sur le label Too Pure sort en 1995. Sargasso Sea s'ouvre sur des couleurs jusque-là encore étrangères au groupe comme le style exotica qui vaudra de la part du NME la note de 0/10. Cette note fameuse sera reçu par le groupe comme étant un compliment non dissimulé (sachant qu'en 2004 ce même magazine qualifiera Pram de next big band to watch out for.) Pourtant la popularité du groupe ne fait que grandir.  En 1995, Pram quitte Too Pure, et réalise une compilation sur cassette Perambulation qui comprend des prises live et des démos datant des débuts du groupe. Certains de ces morceaux seront plus tard ajoutés à la réédition de leur premier album Gash en 1997. À cette même époque, le groupe réalise quelques singles et EP pour le label de Stereolab, Duophonic Records.

### Période Domino
Le groupe signe chez Domino en 1997 et sort North Pole Radio Station. Cet album devait normalement sortir sur le label Wurlitzer Jukebox Records, mais celui-ci coule avant de sortir l'album. Les EP Keep in a Dry Place et Away From Children amène le groupe vers un terrain musical encore inédit : la musique de film. Cet EP est conçu pour un film d'animation. Il contient aussi un remix du groupe Mouse on Mars. Cet EP sort aux États-Unis sur le label Merge Records. À partir de cet EP, l'expérience avec l'image ne cessa de se développer
Sur l'album, réalisé en 2003, Dark Island, la chanson Track of the Cat est utilisé pour la publicité du groupe BT Group.  Le remix de Simon from Sydney/Untitled 2, pour le label Warp Records, est utilisé par  Volkswagen's pour la campagne publicitaire 30 Years in the Making. En 1998, le groupe sort l'album The Museum of Imaginary Animals. Cet album signe confirme le tournant déjà amorcé dans l'album précédent vers des sonorités plus pop et moins expérimentale comme sur les premiers albums. C'est aussi avec cet album que le groupe place une importance toute particulière au travail d'arrangement.
Toujours pour l'album Dark Island, Grandmaster Gareth du groupe Misty's Big Adventure produit l'arrangement de cordes sur la chanson Peepshow. Il en fera de même pour l'album suivant The Moving Frontier. On le retrouve au violoncelle sur The Empty Quarter et Compass Rose. Pram est remixé par plusieurs artiste sur l'EP Somniloquy. On retrouve notamment Brummie, Plone, Tele:funken. LFO, Aphex Twin remixent des morceaux pour l'album anniversaire du label Warp Records.
En dépit du succès de Dark Island, Pram ne sort aucun autre album pendant quatre ans jusqu'à la sortie de l'album The Moving Frontier en septembre 2007. Il est nommé 7e dans le top 10 de l'année du magazine Wire. Un EP remix, basé sur les morceaux de Moving Frontier, Prisoner of the Seven Pines, suit en 2008 accompagné d'une collection d'arts visuels et d'un DVD intitulé Shadow Shows of the Phantascope.

### Pause et retour
Après la sortie de Prisoner of the Seven Pines et Shadow Shows of the Phantascope, Pramse met en pause pendant près d'une décennie. Pram revient en 2016 sans Rosie Cuckston.

## Projets parallèles
Rosie Cuckston participe au projet de Laetitia Sadier : Monade à la fin des années 1990. Elle apparaît sur le titre M Is the Thirteenth Letter/Monade et Split.
Matt Eaton est aussi DJ avec Mark de Plone pour Silver Dollar, un club reggae de Birmingham. Il produit aussi sa propre musique sous le nom de Micronormous. À l'automne 2009, il travaille sur un album pour le label Warm (Modified Toy Orchestra). Steve Perkins fait partie du groupe Broadcast.

## Instruments
Au-delà du classique format guitare basse batterie du début, la musique du groupe s'enrichit très vite d'autres couleurs d'instruments comme les nombreux instruments jouets (carillon, clavier, boite à musique) puis du theremin. On note aussi l'utilisation à partir de l'album North Pole Station de clavier Yamaha de type PSR500. Rosie Cuckston utilise aussi à cette même époque l'omnichord de la marque Suzuki. Dans les instruments classiques, on retrouve la trompette, le trombone, le violoncelle, la clarinette (jouée par Sam).

## Discographie

### Albums studio
- 1992 : Gash (mini-album, réédité en 1997 avec bonus)
- 1993 : The Stars are So Big, The Earth is So Small... Stay as You Are
- 1994 : Helium
- 1995 : Sargasso Sea
- 1998 : North Pole Radio Station
- 2000 : The Museum of Imaginary Animals
- 2003 : Dark Island
- 2007 : The Moving Frontier
- 2018 : Across the Meridian

### Compilations
- 1989 : Brum Brum
- 1995 : Perambulations
- 1999 : Telemetric Melodies

### Singles et EP
- 1993 : Iron Lung (EP)
- 1994 : Meshes (EP)
- 1996 : Omnichord
- 1996 : Music for Your Movies (EP)
- 1997 : The Last Astronaut
- 1998 : Sleepy Sweet
- 1999 : Keep in a Dry Place and Away from Children
- 2000 : The Owl Service
- 2001 : Somniloquy (EP)
- 2008 : Prisoner of the Seven Pines (EP)

### DVD
- 2008 : Shadow Shows of the Phantascope